# Pegasus V

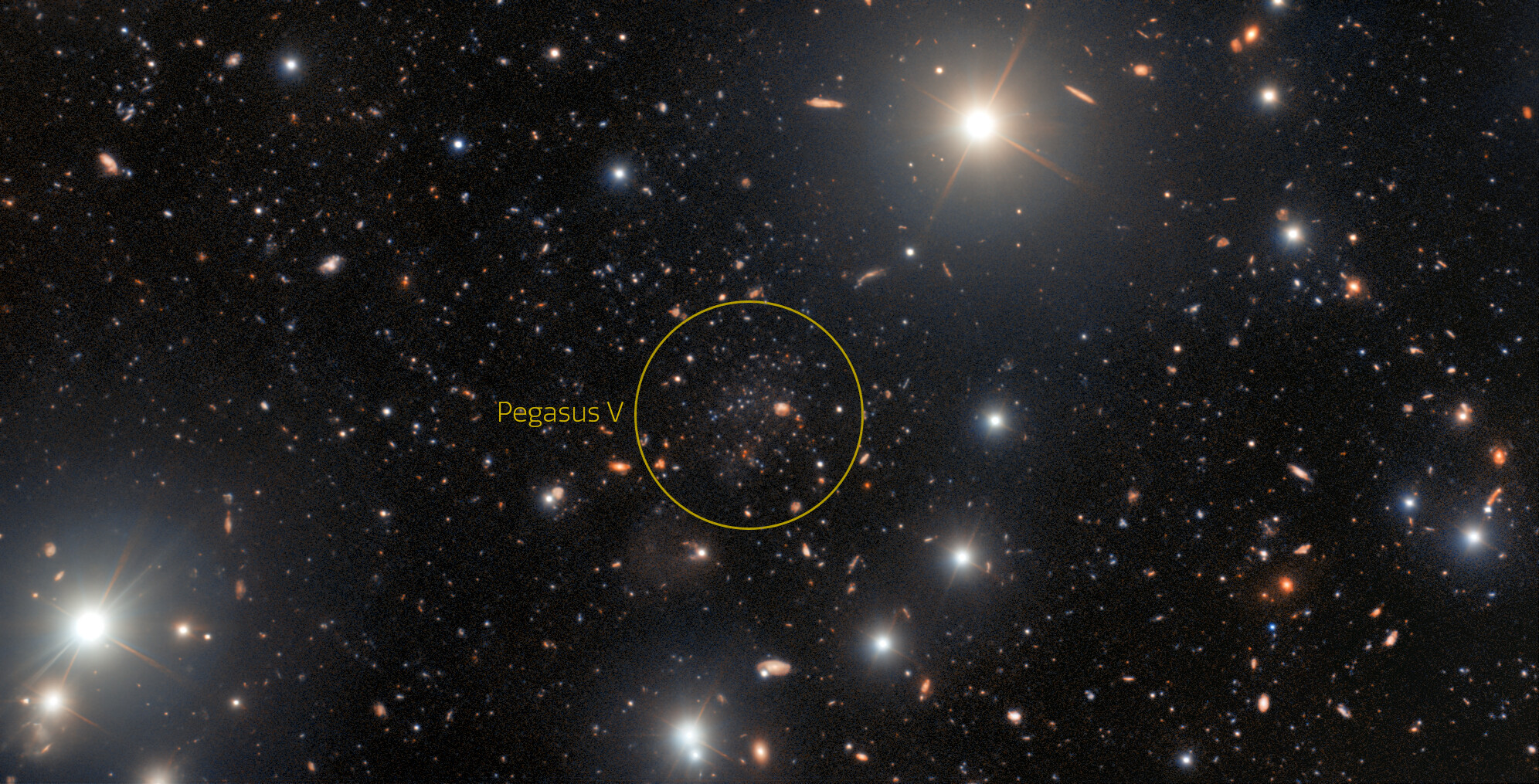
La galassia nana ultradebole Pegasus V (International Gemini Observatory/NOIRLab/NSF/AURA)

Pegasus V (indicata anche Andromeda XXXIV) è una galassia nana ultradebole (UFD) posta nella costellazione boreale di Pegaso.
La sorgente fu identificata nell'aprile 2022 come possibile satellite della Galassia di Andromeda (M31) dall'astrofilo italiano Giuseppe Donatiello nel corso di una specifica ricerca di galassie nane nel Gruppo Locale.
Il candidato fu trovato analizzando visivamente le immagini pubbliche dell'archivio DESI Legacy Imaging Survey, ottenute presso il 4m Victor Blanco Telescope. Osservazioni profonde di follow-up eseguite con il telescopio Gemini North, confermarono la natura di UFD.
Il diagramma colore-magnitudine di Peg V/And XXXIV mostra una popolazione sparsa di giganti rosse (RGB) e una forte sovradensità di stelle più blu nel ramo orizzontale. L'analisi dei dati indica che l'oggetto disti circa 692 kpc (2,25 milioni di anni luce), perciò è più vicino alla Via Lattea rispetto al nucleo di M31. Tuttavia è un suo lontano satellite poiché ne dista circa 260 kpc (847.000 anni luce), ponendolo praticamente sul bordo del suo alone galattico.
La magnitudine assoluta MV = −6,3 ± 0,2 e un raggio di semiluce di 89 ±41 parsec, pongono Peg V ben all'interno del dominio delle galassie nane ultradeboli.
Il ramo delle giganti rosse (RGB) è ben adattato da un'isocrona povera di metalli con [Fe/H] = −3,2 che, combinato con il suo ramo orizzontale più blu, implica che Pegasus V sia una delle galassie locali più antiche e ritenuta una vera testimone della reionizzazione cosmica.